# Luigia Boccabadati

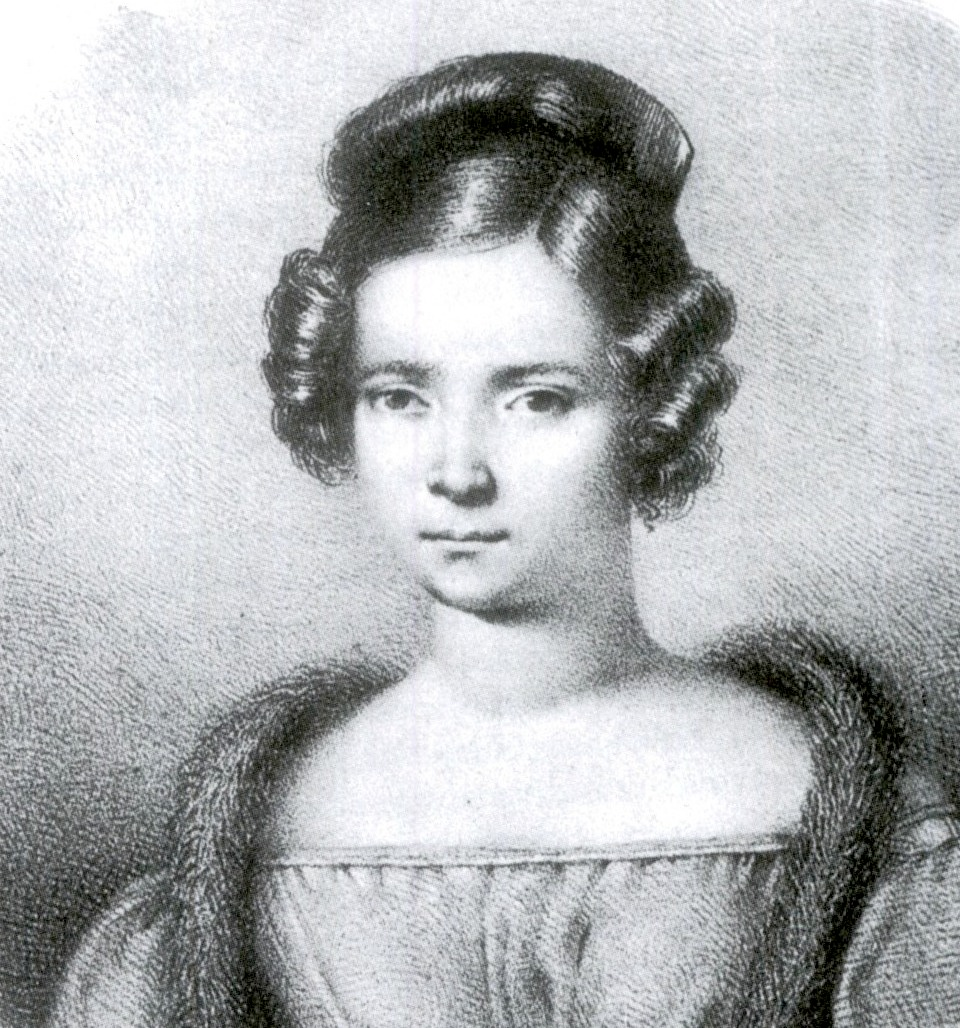
Luigia Boccabadati

Luigia Boccabadati, auch Luisa Boccabadati (* 1799 oder 1800 in Modena; † 2. Oktober 1850 in Turin), war eine italienische Opernsängerin (Sopran). Bekannt wurde sie vor allem durch ihre Rollen in den Opern von  Gioacchino Rossini, Gaetano Donizetti und Vincenzo Bellini.

## Leben

### Karriere
Ihr Debüt gab sie 1817 als Siebzehnjährige im Teatro Regio in Parma, wo weitere Auftritte folgten. Die Sopran-Kastrat Pacchierotti hörte die noch unerfahrene Sängerin, erkannte ihr Potential und unterrichtete sie. Es folgten Auftritte in den Opern von Venedig und Rom. 1826 debütierte Boccabadati in der Scala in Mailand als Giulietta in Giulietta e Romeo von Nicola Vaccai, später folgte die Titelrolle in Giacomo Meyerbeers Margherita d’Anjou. In Neapel sang sie in fünf Uraufführungen von Werken Donizettis: Amelia in Il castello di Kenilworth (1829), Sela in Il diluvio universale (1830), Norina in I pazzi per progetto (1830), die Titelrolle in Francesca di Foix (1831) und Chiarina in La romanziera e l’uomo nero (1831). 1833 bis 1835 sang sie wiederholt in London, unter anderem in Gioacchino Rossinis La Cenerentola. Großen Erfolg hatte sie in seiner Semiramide, für die sich ihre kräftige flexible Stimme besonders eignete. Ihre letzten Auftritte hatte sie 1844 im Teatro Nacional de São Carlos in Lissabon, dann zog sie sich von der Bühne zurück. Luigia Boccabadati starb sechs Jahre später am 2. Oktober 1850 in Turin im Alter von 50 Jahren.

### Privates
Boccabadati  war verheiratet mit Antonio Gazzuoli, mit dem sie vier Kinder hatte: Augusta, Cecilia, Cesare und Virginia. Virginia (1828–1922) wurde eine bekannte Sopranistin, die 1847 sie im Teatro Massimo di Palermo in Donizettis Linda di Chamounix debütierte. Augusta sang 1844 im Teatro Regio in Parma die anspruchsvolle Rolle in der neuen Version von Donizettis Maria di Rohan. 1844–45 ersetzte sie im  Teatro Carolino von Palermo mit beträchtlichem Erfolg die bekannte Giuseppina Strepponi, die darüber nicht erfreut gewesen sein soll. Augusta verstarb im Dezember 1875 in Santiago de Chile. Auch Cecilia (geb. 1823) und Cesare wurden Sänger/Musiker, wenn auch nicht so erfolgreiche.